# Mistrz Ołtarza z Wyższego Brodu

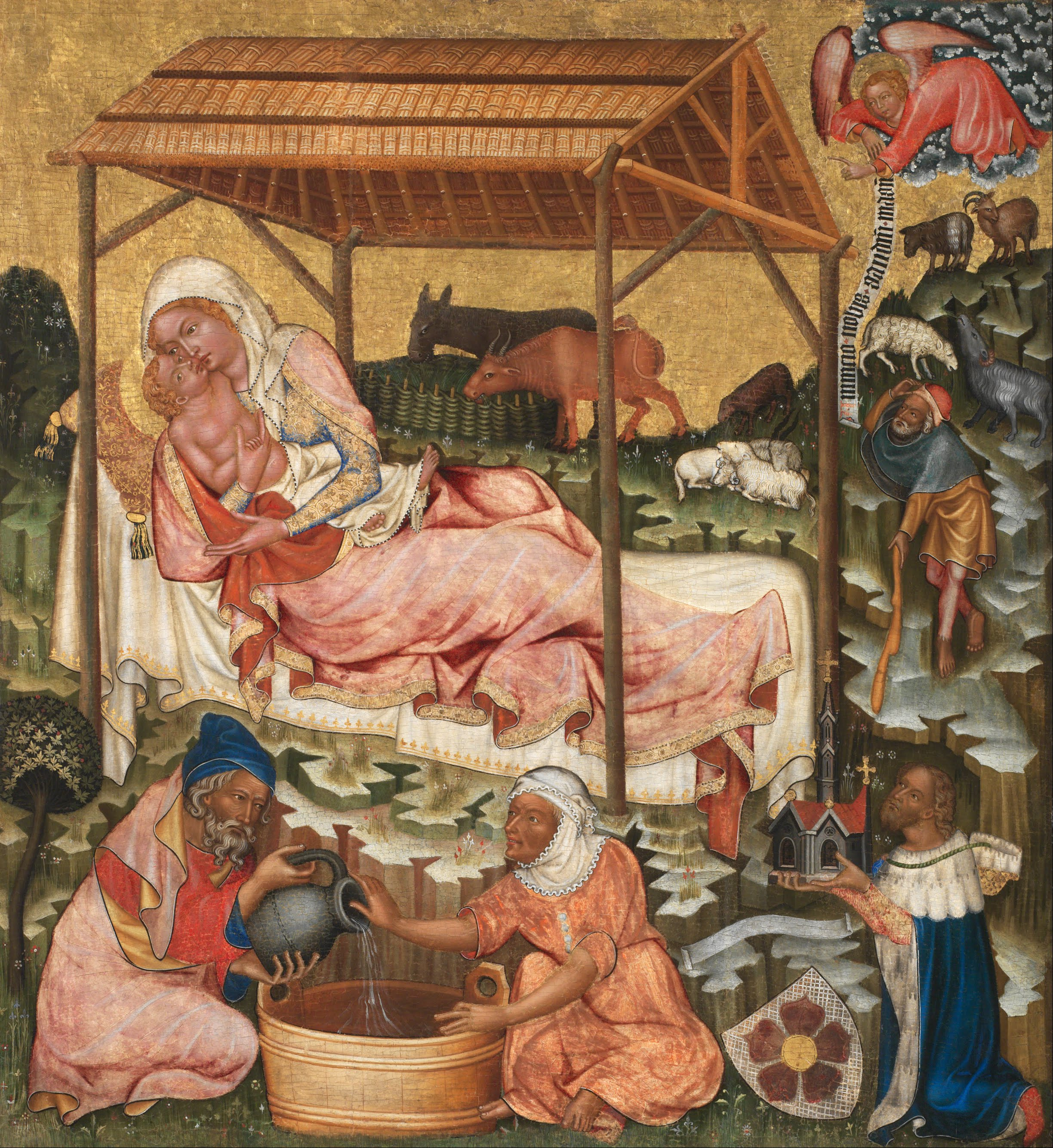
Mistrz z Wyższego Brodu: Boże Narodzenie, ok. 1350

Mistrz Ołtarza z Wyższego Brodu (cz. Mistr vyšebrodského oltáře, niem. Meister von Hohenfurth) – anonimowy malarz związany z dworem Karola IV Luksemburskiego. Swój przydomek zawdzięcza cyklowi dziewięciu obrazów namalowanych około 1350, który niegdyś zdobił retabulum w dawnym kościele klasztornym Cystersów w Wyższym Brodzie (Vyšší Brod) w południowych Czechach. 
Na temat życia i pochodzenia artysty nic nie wiadomo. Urodził się prawdopodobnie między 1320 a 1320 r. Był jednym z pierwszych artystów działających na dworze Karola IV, którego jednym z przedstawicieli był Petr I z Rožemberka komornik i dostojnik królewski. Petr przed 1347 zlecił artyście wykonanie ołtarza dla opactwa w Wyższym Brodzie, składającego się z dziewięciu kwater ukazujących Dzieciństwo, Pasję i Triumf Chrystusa. Zleceniodawca dzieła został uwieczniony w scenie Bożego Narodzenia jako donator; obok jego wizerunku widnieje herb Rožemberków. Obecnie wszystkie dziewięć kwater znajduje się w klasztorze św. Agnieszki, który jest oddziałem Galerii Narodowej w Pradze. 
Nie jest znany pierwotny wygląd retabulum. Najprawdopodobniej kwatery były ułożone po trzy w trzech strefach. Cykl ten wyraźnie dzieli się na trzy podgrupy. Pierwszą tworzą sceny z dzieciństwa Chrystusa - Zwiastowanie, Boże Narodzenie i Pokłon Trzech Króli. Przedstawienia kwater drugiej podgrupy mają charakter pasyjny – Modlitwy w Ogrojcu, Ukrzyżowania oraz Opłakiwania Chrystusa. Tematem ostatniej z podgrup, zawierającej kwatery ze scenami Zmartwychwstania, Wniebowstąpienia i Zesłania Ducha Świętego, jest boskość Zbawiciela. Wszystkie kwatery charakteryzują się zarówno podobieństwami, jak i różnicami pod względem stylu, formy i jakości wykonania. Badacze zauważają w trzech pierwszych kwaterach najwyższą jakość wykonania, a w kolejnych stopniową zmianę jakości: uproszczenia w kształtowaniu kostiumów, postaci i kompozycji.    
Styl Mistrza poświadcza znajomość malarstwa włoskiego trecenta oraz czeskiego malarstwa książkowego. Zaważyły o tym kontakty artysty z dworem Karola IV (władca dobrze znał kulturę i sztukę Italii, kilkakrotnie odwiedził Półwysep Apeniński). 
Dyskusyjna jest kwestia związku malowideł Mistrza z Wyższego Brodu z innymi dziełami czeskiego malarstwa tablicowego połowy XIV stulecia, którymi są m.in.: popiersiowe wizerunki Madonny z Dzieciątkiem o genezie italo-bizantyjskiej – Madonna z Veveří, Madonna z Mostu, tzw. Madonna Rzymska (wszystkie w zbiorach praskiej Galerii Narodowej w klasztorze Świętej Agnieszki). Pomimo odmienności tych dzieł, które widoczne są w głównie w treści, kompozycji oraz funkcji, dostrzegalne są pewne analogie w stylu, stąd historycy sztuki przypuszczają udział Mistrza i jego uczniów w powyższych malowidłach. Do tego kręgu zalicza się także dzieła związane ze Śląskiem, Madonnę Kłodzką i Trójcę Świętą ze Świerzawy.  Zbliżoną konwencję stylistyczną mają również ścienne malowidła w zakrystii praskiego kościoła Augustianów św. Tomasza na Małej Stranie oraz miniatury z Kodeksu Lubińskiego przedstawiającego Legendę Świętej Jadwigi.